# Turčiansky Peter
Turčiansky Peter este o comună slovacă, aflată în districtul Martin din regiunea Žilina. Localitatea se află la altitudinea de 419 m deasupra n.m., se întinde pe o suprafață de 4,618 km2 și în 2017 număra 483 de locuitori. Se învecinează cu comuna Košťany nad Turcom.

## Istoric
Localitatea Turčiansky Peter este atestată documentar din 1309.

## Demografie
| An:                | 1994 | 2004    | 2014    | 2024    |
| ------------------ | ---- | ------- | ------- | ------- |
| Număr de persoane: | 237  | 319     | 452     | 587     |
| Diferență:         |      | +34,59% | +41,69% | +29,86% |

| An:                | 2023 | 2024   |
| ------------------ | ---- | ------ |
| Număr de persoane: | 570  | 587    |
| Diferență:         |      | +2,98% |